# Lacanobia grisea
Lacanobia grisea là một loài bướm đêm trong họ Noctuidae.